# Капкейк

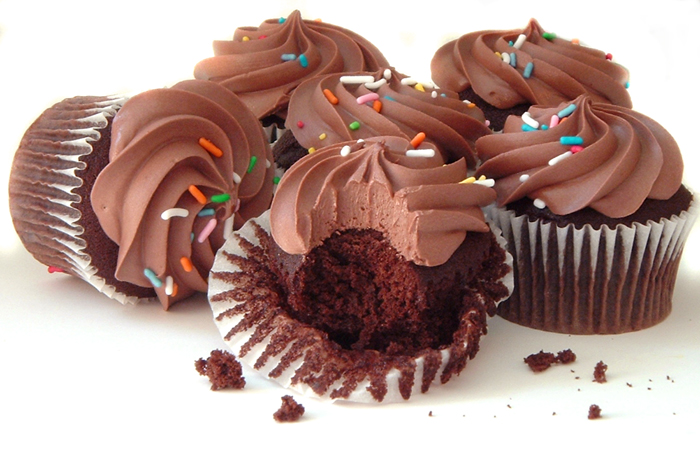
Капкейк

Капкейк (буквально «чашковий торт», відомий також під назвою fairy cake — «торт феї») — торт (кекс, тістечко) невеликого розміру, призначений для вживання в їжу однією людиною, запечений в тонкому папері або алюмінієвій формі для випічки. Часто містить різноманітні елементи кондитерських прикрас.
Перші рецепти капкейків були записані в куховарських книгах у 1796 і 1828 роках. Кулінарні книги тих часів містили нотатки, які стосувались приготування маленьких тортиків. Складниками, як правило, є вершкове масло, цукор, яйця та борошно, хоча існує кілька різних рецептів. В англомовних країнах капкейки часто подають на дні народження.
Капкейки часто плутають з мафінами, хоча між ними існує суттєва різниця. Мафін часто використовується у вигляді сніданку та є різновидом хлібу. Вони часто містять сирну, м'ясну чи овочеву начинку. А капкейк — це десерт, який має солодку начинку та шапочку з крему. Також капкейк і мафін відрізняються тістом. В склад тіста для капкейків входить розпушувач або сода, тому воно більш пишне. А в мафінів дріжджове тісто, яке злегка перемішують. 